# Orcs Must Die! Unchained
Orcs Must Die! Unchained — компьютерная игра, сочетающая в себе жанры tower defense и экшен, разработанная и изданная Robot Entertainment. Игра изначально была выпущена в виде бета-версии 29 марта 2016 года, а полноценный релиз произошёл 19 апреля 2017 и 18 июля 2017 для платформ Microsoft Windows и PlayStation 4, соответственно. На территории Китая игру издавала компания Tencent. Третья часть и спин-офф серииOrcs Must Die!.
Как и предыдущие игры, Orcs Must Die! Unchained — это вариация игр в жанре tower defense, в которой игрок расставляет ловушки на уровнях игры и вступает в прямой бой одним из двух выбранных героем, чтобы отразить несколько волн орков и других монстров, не давая им достичь магического ядра. В период бета-тестирования Orcs Must Die! Unchained была выпущена как бесплатная игра с мета-игрой, в которой игроки могли зарабатывать внутриигровую валюту и улучшения за успешные матчи, чтобы улучшать ловушки и приобретать другие предметы и атрибуты для поддержки своего персонажа. Также внутриигровые вещи можно было купить напрямую за реальные деньги. Игра включает в себя кооперативные матчи для трёх игроков против противников под управлением ИИ и соревновательный режим между двумя командами по три человека, соревнующимися на отдельных участках карты, но с возможностью влиять на результаты другой команды; ранее в игре был соревновательный режим 5 на 5 «игрок против игрока» под названием «Осада», который был исключен из финальной версии игры во время бета-тестирования.
В апреле 2019 года компания Robot Entertainment закрыла серверы игры после того, как в течение нескольких месяцев игра приносила убытки, в результате чего в неё больше нельзя было играть без сторонних модификаций.

## Геймплей
Orcs Must Die! Unchained следует общему гибридному игровому процессу жанров tower defence и экшен с видом от третьего лица, использованному в предыдущих играх серии. Игроки используют комбинацию прямых атак и многочисленных ловушек, чтобы не дать ордам монстров достичь ядра. В открытой бета-версии игра была разделена на кооперативный режим "Выживание" и соревновательный режим "Осада". После обновления в декабре 2016 года режим осады был полностью исключен из игры. После своего полного выпуска Orcs Must Die! Unchained включала новый режим один на один под названием "Саботаж".

### Режим "Выживание"
В режиме выживания игроки работают сообща, чтобы отразить несколько волн орков и других монстров, не давая им достичь магического ядра; те монстры, которые достигают его, уменьшают очки здоровья ядра на одно очко, и если ядро теряет все свои очки здоровья (обычно начиная с 25), матч заканчивается поражением игроков.
Чтобы остановить монстров, игроки при помощи персонажей используют различные ловушки и другие предметы, которые они могут разместить в коридорах, ведущих от точки входа к ядру, которые наносят урон монстрам, а также ловушки, которые заранее встроены в уровень (например, ловушка, которая при срабатывании выпускает большой валун вниз по лестнице). Кроме того, у персонажей есть различные боевые способности, которые они могут использовать напрямую с монстрами, в зависимости от выбранного героя: базовая атака и три специальные атаки или приёма, которые потребляют ману и требуют периода восстановления, прежде чем их можно будет использовать повторно. Персонажи будут получать урон от атак монстров, и если их очки здоровья уменьшится до нуля, персонаж игрока на мгновение выйдет из боя и возродится рядом с магическим ядром.
Перед матчем игрок может собрать набор-колоду ловушек и других размещаемых предметов, а также Стражей (управляемых компьютером союзников, которые могут защищать отмеченные точки на карте), одноразовые предметы (которые могут восстанавливать очки здоровья или маны или давать усиления персонажу игрока или всей команде), и свойства (которые обеспечивают улучшения атрибутов в определенных ситуациях, таких как нанесение большего урона монстрам определенных типов). Наборы-колоды могут содержать только ограниченное количество этих предметов. В начале матча каждый игрок выбирает одного из героев игры, либо из чередующегося списка доступных бесплатных героев, либо из героев, которых он создал или купил; каждый игрок должен выбрать героя. Затем он может выбрать один из своих готовых набор-колод, чтобы дополнить способности своего героя.
Матч представляет из себя различные волны монстров, а цель матча — пережить фиксированное количество волн. По мере развития волн сложность увеличивается, как правило, с появлением большего количества монстров, более сильных монстров среди их числа или монстров, появляющихся из дополнительных точек на уровне и заставляющих персонажей разделяться, чтобы справиться с монстрами. Кроме того, некоторые волны будут случайным образом генерировать мини-босса или управляемого компьютером персонажа, который будет атаковать игроков. Большинство волн автоматически переходят к следующей волне через несколько секунд после завершения, но некоторые волны дадут игрокам возможность установить ловушки, исцелиться и выполнить другие действия и будут продвигаться только после того, как все игроки будут готовы или после фиксированного периода времени.
Размещение ловушек требует заработка внутриигровых денег во время матча. Персонажи автоматически начинают матч с некоторой суммой денег, далее они будут получать деньги со временем, но большая часть денег будет поступать от убийства монстров ловушками или с помощью атак персонажей. Ловушки также можно продавать по сниженной цене. Игроки могут размещать столько ловушек того типа, который они оборудовали в своём набор-колоде, сколько могут себе позволить. В качестве альтернативы игроки могут свободно размещать Стражей на карте, но Стражей можно использовать только один раз, и если они падут в битве, их нельзя будет использовать повторно снова.
По мере того, как персонаж зарабатывает деньги и очки за убийство монстров, он получает уровни опыта в матче, начиная с уровня 1 и заканчивая уровнем 12. Повышение уровня увеличивает запас здоровья и маны, а также базовые значения атаки для персонажа, а каждые три уровня игрок может выбрать одно из трёх полезных свойств своему персонажу (только на время этого матча). Кроме того, по мере увеличения счёта игрока, он заполняет шкалу «Unchained». Как только этот счётчик заполнится, игрок может активировать его в любое время, чтобы ненадолго войти в усиленное состояние, в котором его атаки наносят больше урона, быстрее восстанавливается мана, а восстановление навыков происходит гораздо быстрее, что делает персонажей более эффективными в бою.
Во время матча монстры могут выбрасывать добычу, которая используется для создания новых ловушек и других предметов в мета-игре. Успешное выживание даёт дополнительные награды, включая Черепа и игровую валюту, используемую для покупок и создания предметов. Выбранный герой также получит опыт для своего общего уровня героя, с каждым достигнутым уровнем игрок получает дополнительные награды и повышает свой общий уровень игрока.

### Режим "Осада"
Режим "Осада" был основан на типичной для жанра MOBA формуле, по которой играли две команды по пять игроков в каждой, причём каждый игрок в команде должен был иметь уникального героя. В дополнение к Стражам, ловушкам и другим элементам набор-колоды, выбираемых игроками по аналогии с режимом "Выживания", игроки также могли добавить до восьми элементов миньонов, представляющих четыре разных уровня орд существ, которые призываются в ходе матча. Карты "Осады" были симметричными, причем у каждой стороны было одно магическое ядро, один или несколько призывающих порталов, контрольные точки для призыва монстров-боссов против команды противника, а также коридоры и контролируемые ими локации для размещения Стражей и ловушек. Этот режим был удален в патче игры за декабрь 2016 года.

### Режим "Саботаж"
19 апреля 2017 в день полноценного релиза был представлен режим "Саботаж". Режим был придуман для любителей самых безумных ловушек и самых убойных заклинаний. Динамичный режим обладает принципиально новым игровым процессом. Игроки соревнуются в двух командах по три персонажа, объединившись для совместной обороны магического ядра. Каждая команда играет на своем собственном экземпляре одной и той же карты с одинаковыми волнами монстров. В этом режиме зарабатываются специальные расходные материалы, которые позволяют игрокам каждой команды наносить какой-либо ущерб другой команде, например, вызывать более сильное существо или босса или накладывать заклинание, которое мешает их ловушкам. Используя заклинания, зелья, свитки и огромных боссов, игроки альтернативной команды стараются помешать защитникам ядра, лишая их очков здоровья магического ядра. В режиме "Саботаж" побеждает команда, пережившая больше волн, и у которой по окончании матча остается больше очков здоровья магического ядра..

### Мета-игра
Игроки зарабатывают для персонажей свои ловушки, снаряжение и Черепа (внутриигровая валюта) из сундуков, заполненных добычей, после побед в матчах. Ловушки можно улучшать с помощью системы улучшений, чтобы увеличить их мощность. Игроки также могут тратить реальные деньги через микротранзакции, чтобы платить за эти предметы и улучшения. Вне матчей игроки могут составлять различные наборы-колоды для режимов "Выживание" и "Саботаж". Некоторые предметы можно экипировать только в одном из этих режимов, поэтому набор-колоды подбираются под конкретный режим игры.

## Сюжет
Несмотря на то, что это третья часть франшизы Orcs Must Die!, игра считается неканоничной в сюжетной линии следующей игры, Orcs Must Die! 3.

## Отзывы, награды и продажи
| Сводный рейтинг | Сводный рейтинг          |
| Агрегатор       | Оценка                   |
| --------------- | ------------------------ |
| Metacritic      | (PC) 87/100 (PS4) 82/100 |

Игра получила преимущественно положительные отзывы. На сайте-агрегаторе Metacritic средняя оценка игры составляет 87 из 100 на основе 6 обзоров для платформы PC и 82 из 100 на основе 5 обзоров для платформы PS4.
Чендлер Вуд из PlayStation LifeStyle оценил версию для PS4 на 8 из 10 баллов, похвалил её сбалансированный бесплатный опыт, сочетание экшена и геймплея Tower Defense, а также режим непрямого противостояния, но отметил неоптимизированные для консоли меню и некачественные функции быстрой связи.
Летом 2018 года, благодаря уязвимости в защите Steam Web API, стало известно, что точное количество пользователей сервиса Steam, которые играли в игру хотя бы один раз, составляет 1 115 355 человек.

## Завершение поддержки
Robot Entertainment несколько месяцев несла убытки из-за игры, а с двумя новыми играми в разработке решила отключить свои серверы 9 апреля 2019 года. В игру по-прежнему можно играть через офлайн-мод от специализированного сообщества моддеров. После объявления о закрытии серверов игроки получили солидный бонус к игровой валюте, чтобы иметь возможность наслаждаться игрой до её запланированного закрытия.